# Kowalik turecki

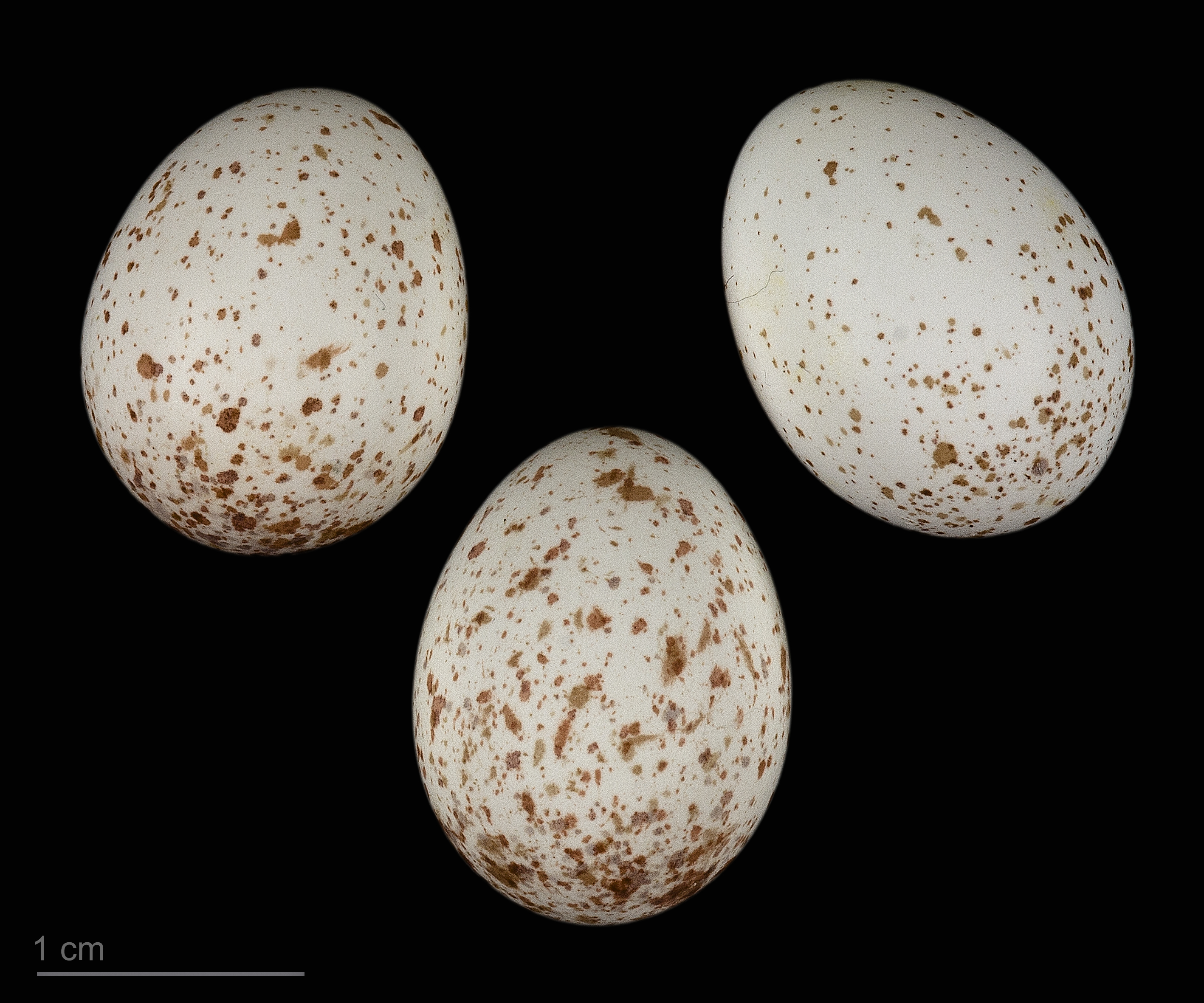
Sitta krueperi

Kowalik turecki, kowalik czarnomorski (Sitta krueperi) – gatunek małego ptaka z rodziny kowalików (Sittidae). Występuje w Turcji, na Kaukazie i wyspie Lesbos (Morze Egejskie). Nie jest zagrożony, ale jego liczebność spada. To ptak częściowo wędrowny. Nie wyróżnia się podgatunków.
Cechy gatunkuDługość ciała wynosi 12 cm. Występuje dymorfizm płciowy. Szyja zlewa się z głową. Szczęka jest czarna, żuchwa jaśniejsza, lecz u nasady jeszcze ciemnoszara. Przednia część wierzchu jest czarna, tylna szara. Przepaska oczna czarna, ale dotyka tylko dolnej połowy oka. Na końcu wyraźnie grubsza niż na początku. Obszar między wymienionymi wcześniej częściami ubarwienia biały. Gardło białe. Górna część piersi ruda. Wierzch ciała szary, na skrzydłach ciemniejszy. Lotki pierwszorzędowe z ciemnymi brzegami. Nogi szare. Pokrywy podogonowe brązowe, ogon szary. U samca czarna czapeczka większa.
BiotopLasy na różnych wysokościach, przede wszystkim sosnowe, jodłowe i świerkowe. W zimie i na jesieni przelatuje na niższe lasy mieszane i liściaste oraz doliny nad Morzem Czarnym.
LęgiGniazdo w dziupli. Jeden lęg od końca kwietnia. Składa 5–6 jaj.
StatusMiędzynarodowa Unia Ochrony Przyrody (IUCN) od 2015 roku klasyfikuje go jako gatunek najmniejszej troski, wcześniej – od 2005 roku – miał status gatunku bliskiego zagrożenia, a od 1988 – najmniejszej troski. Liczebność populacji w 2015 roku szacowano na 241–901 tysięcy dorosłych osobników.